# 大川優介
大川 優介（おおかわ ゆうすけ、1997年2月7日 - ）は、日本の映像ディレクター、クリエイター、エディター、写真家、起業家、YouTuberである。TranSe Inc.取締役CSO、動画クリエイター

## 経歴
神奈川県生まれ。横浜市育ち。学生時代に海外Vlogerの洗練された動画を視聴したことをきっかけにキャリアをスタート。現在、東京を拠点にして活動しているが2022年、アメリカに拠点を移す予定である。
2017年夏、趣味のサーフィンをGoProで撮影しSNSで発信。その後SNSを経由しての映像制作の依頼がきたのがきっかけに、映像制作に没頭。2018年4月23日、大学のゼミで出会った3人で動画に付随した会社株式会社TranSeを設立。当時、日本ではほとんど認知されていなかった、シネマティックな手法をVlogに取り入れ、日常生活を映画の作品であるかのように表現。圧倒的な感性と質感で動画の概念を大きく動かすインパクトを与えた。現在は1,600人以上のメンバーが所属するサロンの運営者や、企業家としての顔も持ち、映像や動画を軸としながらも、後進の育成やプロダクト開発にも力を入れている。
本人が取締役を務めるTranSeは2020年10月にYour Schoolと言う新規事業をローンチし、総額1億円の資金調達を行うなど、新しい事業軸と共に自社の事業を広げている。
その後、動画を本格的に学ぶ為のスクールOneSeを設立。動画をマンツーマンで学べるOneSe Personal。さらに動画の根本である思考法を集団で学べるOneSe Classなどもリリースし、300名を超える受講生を輩出。
2022年、カメラブランド（アクセサリー）「kyu」を立ち上げた。

## プロフィール
- 誕生日：1997年2月7日
- 身長：180cm
- 趣味：サーフィン

## 略歴
- 2018年　株式会社TranSeを設立。
- 2018年　動画コミュニティTranSe Salon(元Yusuke Okawa Salon)を設立。
- 2020年　動画スクールOneSeを設立。
- 2020年　日本一周プロジェクト開始。
- 2022年　カメラアクセサリーブランド「kyu」をプロデュース。

・スポンサー
- 2019年　HIDE OUT

・作品
- 2018年　UOMO× Cartier

　・2019年　GoPro HERO8 Black
　2020年　DJI OM4
- 2020年　GoPro HERO9 Black
- 2021年　SONY FX3
- 2021年　Canon
- 2021年　DJI

　・2022年　SONY FX30